# Francisco Llambí
Francisco Toribio Llambí Basualdo (Montevideo, 16 de abril de 1788 - Montevideo, 10 de julio de 1837) fue un político uruguayo. Ocupó el cargo de ministro de Gobierno y Relaciones Exteriores durante las presidencias de Rivera y de Oribe.

## Biografía
Nació en Montevideo en 1788 y sus padres fueron el español Pedro Llambí Cantone y Jacinta Basualdo Cabrera, nacida en Buenos Aires. Estudió jurisprudencia en Buenos Aires, donde se lo designó asesor del Cabildo el 9 de noviembre de 1815. Se casó en 1816 con María Francisca Antonia de los Reyes Marín, con quien tuvo nueve hijos.
Fue partidario de la incorporación de la Provincia Cisplatina al Reino Unido de Portugal, Brasil y Algarve, cuyo rey era Juan VI de Portugal. Ocupó el cargo de secretario del Congreso Cisplatino, celebrado entre el 15 y el 31 de julio de 1821, que aprobó la incorporación de la provincia al Reino. La totalidad de los 16 asistentes al Congreso formaban parte del Club del Barón, creado a instancias del gobernador ocupante Carlos Federico Lecor, para manipular la decisión de los habitantes de Montevideo respecto a la consulta que el rey Juan VI había ordenado, sobre el futuro de la provincia.
Sin embargo, muy pocos años después, respaldó la Cruzada Libertadora de 1825 liderada por Juan Antonio Lavalleja, al frente de los Treinta y Tres Orientales.
El 30 de enero de 1830 se incorporó como representante por Colonia a la Asamblea General Constituyente y Legislativa del Estado Oriental del Uruguay, que entre 1828 y 1830 redactó la primera Constitución uruguaya. La carta ya había sido firmada el 10 de septiembre de 1829, así que no participó de su redacción pero alcanzó a firmar el Manifiesto a los Pueblos, publicado el 30 de junio de 1830.
Fue diputado por Montevideo en la primera Legislatura de la Cámara de Representantes, que inició sus sesiones en octubre de 1830.
El 19 de febrero de 1831 la Asamblea General lo designó juez del Tribunal de Apelaciones. Ocupó el cargo hasta el 9 de octubre de 1833, fecha en que fue nombrado Ministro de Gobierno y Relaciones Exteriores por el presidente Fructuoso Rivera. En 1835 volvió a asumir ese Ministerio, durante la presidencia de Manuel Oribe, hasta marzo de 1837. En julio de ese mismo año, falleció a los 49 años.